# Reefer Madness (2005)
Reefer Madness, também conhecido como Reefer Madness: The Movie Musical, é um telefilme de comédia musical de 2005 adaptado do musical de mesmo nome baseado no filme de exploração de 1936. Feito pelos criadores do musical, ele é dirigido por Andy Fickman, escrito por Kevin Murphy e Dan Studney, e produzido pelos três.
O filme estreou no canal Showtime, sábado, 16 abril de 2005. É estrelado por Kristen Bell, Christian Campbell, Neve Campbell e John Kassir reprisando seus papéis no palco, com a adição notável de Alan Cumming e Ana Gasteyer em outros papéis principais. Robert Torti, que interpretou os personagens de Jack e Jesus no palco, retrata apenas o último nesta versão.

## Sinopse
Este filme conta o conto de Harper Affair. Que mostra a história de Jimmy Harper, um jovem de 16 verões que tem sua vida cheia de destruição e assassinato causada por uma nova droga chamada mari juana. Ao longo do caminho ele recebe ajuda de sua namaroada Mary Lane e de Jesus em pessoa, porém, ele se encontra preso pelo encanto da droga e um turbilhão de coisas ruins acontence para Jimmy e quem ele ama.

## Elenco
- Kristen Bell como Mary Lane
- Christian Campbell como James Fenimore "Jimmy" Harper
- Alan Cumming como Conferencista / Moloch o Homem Cabra / FDR
- Steven Weber como Jack Stone / George Washington
- Ana Gasteyer como Mae Coleman
- John Kassir como Ralph Wiley / Tio Sam
- Amy Spanger como Sally DeBanis / Statue of Liberty
- Neve Campbell como Miss Poppy
- Robert Torti como Jesus
- Abraham Jedidiah como Velho Morto
- Christine Lakin como Joana d'Arc
- John Mann como Satã
- Harry S. Murphy como Diretor Harrah
- Tom Arntzen como Oficial D.J. Sordelet
- Ken Kirzinger como Secret Service Agente Matthews
- Chang Tseng como Homem Asiático
- Kevin McNulty como Prefeito Harris Macdonald
- Stephen Sisk como Blumsack
- Robert Clarke como Chefe Curto Poindexter
- Lynda Boyd como Sra. Deidre Greevey
- Ruth Nichol como Sr. Roxanne MacDonald
- Michael Goorjian como Mickey Druther
- Britt Irvin e Alexz Johnson como Os Arc-ettes

## Números musicais
1. "Reefer Madness" - Lecturer, Parents, Zombies
2. "Romeo and Juliet" - Jimmy, Mary, Company
3. "The Stuff" - Mae
4. "Down at the Ol' Five and Dime" - Mary, Miss Poppy, Lecturer, Company
5. "Jimmy Takes a Hit" - Sally, Jimmy, Jack, Mae, Ralph, Company
6. "The Orgy" - Sally, Jimmy, Jack, Ralph, Mae, Moloch, Company
7. "Lonely Pew" - Mary, Lecturer, Company
8. "Listen to Jesus, Jimmy" - Jesus Christ, Joan of Arc, Satan, Company
9. "Mary Jane/Mary Lane" - Jimmy, Mary, Mae, Jack, Singing Clams, Miss Poppy, Dead Old Man, Officer Sordelet, Jesus, Joan, Satan, Ralph, Sally, Chinese Man, Company
10. "The Brownie Song" - Jimmy, Mae, Sally, Jack, Ralph
11. "Little Mary Sunshine" - Ralph, Mary
12. "Mary's Death" - Jimmy, Mary
13. "Murder!" - Jimmy, Ralph, Mary, Satan, Sally, Jack, Mae, Zombies
14. "The Stuff (Reprise)" - Mae
15. "Tell 'Em the Truth" - Mae, Lecturer, Jimmy, Mary, Jack, Sally, Ralph, Company
16. "Romeo and Juliet (Reprise)" - Mary, Jimmy
17. "Reefer Madness (Finale)" - Company
18. "Reefer Madness" (final dos créditos) - Lecturer, Sally, Company
19. "Mary Jane/Mary Lane" (final dos créditos) - Mary, Jimmy, Company

## Inspiração
Em 1998, os parceiros Kevin Murphy e Dan Studney, que conhecera enquanto estudava na Universidade Drew, em Madison, Nova Jérsei, estava dirigindo de Oakland a Los Angeles e ouviram Joe's Garage de Frank Zappa, quando eles começaram a discutir como poderiam encenar a peça. "Então eu comecei a imaginar isso na minha cabeça", Studney lembra. "Conceito de um musical e, em seguida, bateu-me apenas de Frank Zappa. Virei-me para Kevin e disse: 'Que tal fazer Reefer Madness como um musical?'" Até a dupla chegar a tempo em L.A., já haviam escrito a primeira música. A escola tem o nome de Harry J. Anslinger, o primeiro comissário do Departamento de Narcóticos dos EUA, conhecido como o Pai da Guerra Contra as Drogas.[carece de fontes?]

## Lançamento
O filme estreou no Festival Sundance de Cinema de 2005. Ele também foi exibido em competição no Deauville Film Festival de 2005 e venceu a Premiere Audience Award. Na noite de 20 de abril de 2005, Showtime exibiu o musical back-to-back com o filme de exploração de 1936 que a inspirou.[carece de fontes?]

## Home media
O DVD foi lançado em 9 de novembro de 2005  pelo Showtime. O DVD inclui um comentário em áudio pelo diretor Fickman e filme original.[carece de fontes?]

## Prêmios
O filme ganhou o Emmy Award de 2005 para Música e Letras (para a música "Mary Jane/Mary Lane", que foi escrito especialmente para o filme). Ele também recebeu indicações ao Emmy para Coreografia e Efeitos de Pintura.[carece de fontes?]

## Trilha sonora
Um CD da trilha sonora foi lançado pela Showtime em sua "caixa de esconderijo" pacote de imprensa. Mista dos mestres de áudio 5.1, esta versão tem várias anomalias, incluindo alguns efeitos sonoros.
Em 28 de outubro de 2008, Ghostlight Records lançou um CD duplo da trilha sonora do filme e original da gravação com o elenco em Los Angeles. Na noite anterior, Joe Pub do The Public Theater] organizou um concerto festa de lançamento com um conjunto de quatro pessoas e apresentado por Alan Cumming, Ana Gasteyer, Christian Campbell, John Kassir, Robert Torti, Amy Spanger e Jenna Leigh Green fazendo uma versão de concerto abreviado com introduções para cada canção por Kevin Murphy.[carece de fontes?]